# Achada de Gaula
Achada de Gaula é um sítio povoado e pitoresco da freguesia de Gaula, concelho de Santa Cruz, Ilha da Madeira. É constituído pelos sítios da da Achada de Baixo e Achada de Cima.